# Akuvärri
Akuvärri är ett berg i Finland. Det ligger i Utsjoki kommun i landskapet Lappland, i den norra delen av landet, 1 000 km norr om huvudstaden Helsingfors. Toppen på Akuvärri är 550 meter över havet, eller 250 meter över den omgivande terrängen. Bredden vid basen är 4,0 km. Akuvärri ingår i Paistunturit.
Terrängen runt Akuvärri är platt åt sydost, men åt nordväst är den kuperad.  Trakten runt Akuvärri är nära nog obefolkad, med mindre än två invånare per kvadratkilometer. Omgivningarna runt Akuvärri är i huvudsak ett öppet busklandskap.